# 1663 au théâtre
| Années du théâtre : 1660 - 1661 - 1662 - 1663 - 1664 - 1665 - 1666    |
| Décennies du théâtre : 1630 - 1640 - 1650 - 1660 - 1670 - 1680 - 1690 |

## Événements
- 7 mai : ouverture à Londres du Théâtre de Drury Lane, construit pour la King's Company, connu sous le nom de « Theatre Royal in Bridges Street » et « The King’s PlayHouse » ; fait d'une structure en bois à trois niveaux, de 34 mètres de long sur 18 mètres de large, il peut accueillir 700 spectateurs[1].
- Molière répond à la « Querelle de L'École des femmes » en écrivant La Critique de l'École des femmes, puis L'Impromptu de Versailles.

## Pièces de théâtre publiées
- Horribilicribrifax, comédie d'Andreas Gryphius, Breslau, Veit Jakob Trescher Lire en ligne.
- L'Illustre philosophe, ou l'histoire de Sainte-Catherine d'Alexandrie, tragédie de la Sœur de La Chapelle, Autun, Blaise Simonnot.

## Pièces de théâtre représentées
- 8 janvier : The Adventures of Five Hours, comédie de Samuel Tuke et George Digby, Londres, théâtre de Lincoln's Inn Fields, par la Duke's Company. Cette pièce, adaptation de Los Empeños de Seis Horas d'Antonio Coello, connaît un succès énorme ; Samuel Pepys en fait un éloge dithyrambique dans son Journal à la date du 8 janvier 1663[2],[3].
- 18 janvier : Sophonisbe, tragédie de Pierre Corneille, Paris, Hôtel de Bourgogne.
- 5 février : The Wild Gallant (Le Galant furieux), comédie de John Dryden, Londres, théâtre de Vere Street, par la King's Compagny.
- 15 avril : La Jalousie du Gros-René, comédie de Molière, Paris, Théâtre du Palais-Royal.
- 27 avril : Nitétis, tragédie de Madame de Villedieu.
- 1er juin : La Critique de l'École des femmes, comédie de Molière, Paris, Théâtre du Palais-Royal.
- 14 octobre : L'Impromptu de Versailles, comédie de Molière, château de Versailles.
- 4 novembre : L'Impromptu de Versailles, Paris, Théâtre du Palais-Royal.
- 11 décembre : lors des fêtes à l'occasion du mariage du duc d'Enghien, fils du Grand Condé avec Anne de Bavière, quatre comédies sont jouées à l'Hôtel de Condé à Paris, en présence de la famille royale — La Critique de l'École des femmes et L'Impromptu de Versailles jouées par la troupe de Molière, Le Portrait du peintre d'Edme Boursault, et L'Impromptu de l'Hôtel de Condé, comédie d'Antoine Jacob, dit Montfleury fils écrite en réponse à L'Impromptu de Versailles.

## Naissances
- 14 mars : Jean-Louis-Ignace de La Serre, dramaturge français, mort le 30 septembre 1756.
- 15 juillet : Marie-Thérèse Dancourt, actrice française, sociétaire de la Comédie-Française, morte le 11 mai 1725.
- 11 novembre : Évariste Gherardi, acteur et dramaturge italien actif en France, mort le 31 août 1700.
- Date précise non connue :
  - Ki no Kaion, écrivain japonais, auteur de pièces pour le théâtre de  bunraku Toyotake-za à Osaka, mort le 31 octobre 1742.

## Décès
- 4 juin : Hippolyte-Jules Pilet de La Mesnardière, médecin, poète et auteur dramatique français, né en 1610.
- 17 septembre (enterrement) : François Bedeau, dit L'Espy, comédien français, né vers 1603.
- 22 octobre : La Calprenède, romancier et dramaturge français, né en 1609.